# Taille (Kleidungsstück)

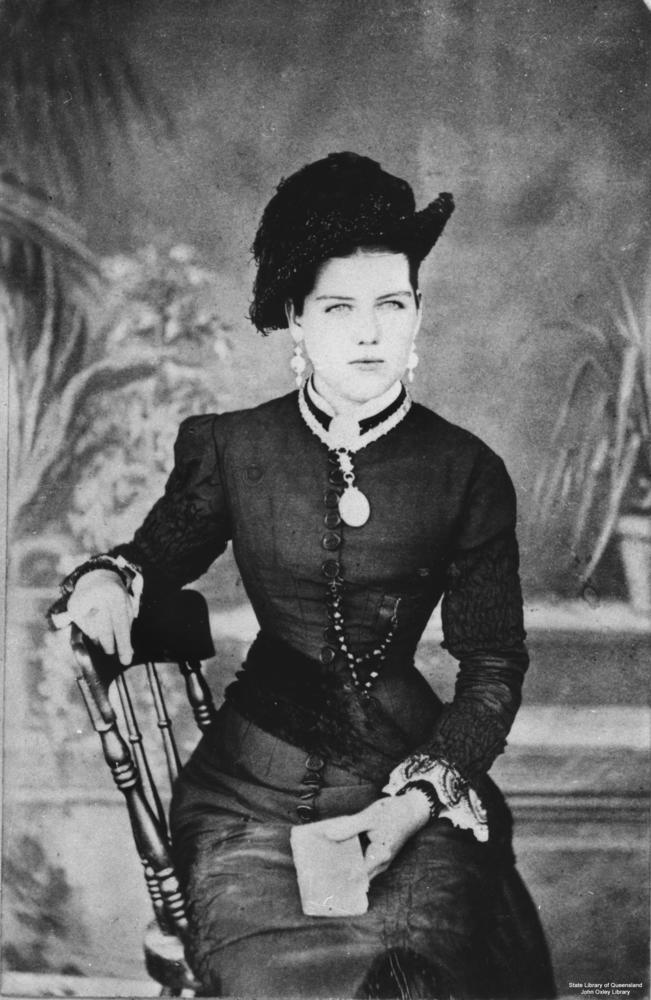
Studioaufnahme einer Frau in Taille und Rock in Queensland, 1880–90.

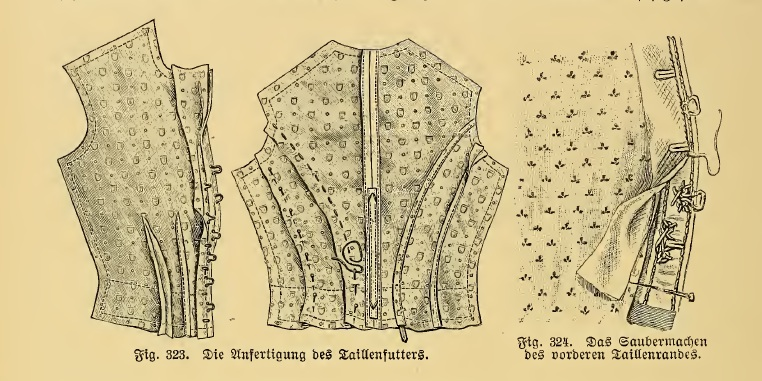
Die Anfertigung des Taillenfutters

Als Taille wurde im 19. und frühen 20. Jahrhundert nicht nur der schmalste Teil des Rumpfes bezeichnet, sondern auch das Oberteil eines zweiteiligen Frauenkleides.  Eine Taille ist auf die korsettierte Figur gearbeitet, vollständig gefüttert und an den Nähten entlang mit Fischbein- oder Federstahlstäben (Taillenstäbe) versteift, um sich der Figur glatt anzuschmiegen. Zwei fischförmige Abnäher, die unter der Brust beginnen, zur Taille hin breiter werden und darunter wieder schmaler, sorgen für eine körpernahe Passform, manchmal unterstützt durch eine entsprechend geschwungene Vorderkante. Bei einer Taille werden Futter- und Oberstoff-Schnittteile zusammen wie ein Teil verarbeitet.
Je nach herrschender Mode konnten Taillen auf Höhe der (Körper-)Taille gerade oder in einer Schneppe enden, enganliegend weit über die Hüfte hinabreichen (Küraßmode, um 1880) oder Schößchen haben. Die Taillen von Tageskleidern konnten einen runden Halsausschnitt (vor 1870), einen kleinen Stehkragen (um 1870–1900) oder einen Stehkragen (ca. 1900–1910) haben, während die Taillen von Abend-, Gesellschafts- und Balltoiletten mehr oder minder tief ausgeschnitten waren.
In den 1890ern entwickelte sich die Blusentaille als Mischform zwischen der relativ lose anliegenden, ungefütterten Bluse und der Taille. Ihr Futter war wie eine Taille auf Figur gearbeitet, während der größer geschnittene Oberstoff mit Hilfe von Biesen und Falten so darauf drapiert wurde, dass es wirkte, als ob das Kleidungsstück locker säße. Dadurch konnte sich um 1897–1908 das Vorderteil der Taille locker über dem Rockbund bauschen, während das Futter nach wie vor eng auf dem Korsett auflag.
Der Begriff Taille im Sinne eines Kleidungsstücks kam in den 1920er Jahren außerhalb der Kostümkunde weitgehend außer Gebrauch.